# Messier 106
Messier 106 (M106) även känd som NGC 4258, är en spiralgalax i den södra delen av stjärnbilden Jakthundarna. Den upptäcktes av Pierre Méchain i juli 1781.
Messier 106 ligger 22-25 miljoner ljusår från jorden. Galaxen är av Seyfert II-typ, vilket innebär en kvasar-liknande galax, och där man med anledning av galaxens ovanliga spektrallinjer misstänker att delar av galaxen är på väg att falla in i det supermassiva svarta hål som finns i galaxens kärna. Detta har visats genom radiovåglängdsobservationer av rotationen av en skiva av molekylär gas som kretsar inom det inre ljusåret kring det svarta hålet. NGC 4217 är en möjlig satellitgalax till Messier 106. En supernova av typ II observerades i M106 i maj 2014.

## Egenskaper
Messier 106 har en  megamaser av vattenånga (motsvarande en laser som arbetar i mikrovåglängd istället för synligt ljus och i en galaktisk skala) som ses av 22-GHz-linjen av ortho-H2O vilket verifierar närvaro av tät och varm molekylär gas. Dessa vattenångor ger M106 dess karakteristiska lila färg. Vattenmasrar är användbara för att observera kärnaccretionsskivor i aktivgalaxer. Vattenmasrar i M106 möjliggjorde det första fallet av en direkt mätning av avståndet till en galax, vilket gav en oberoende referens för den kosmiska avståndsstegen. M106 har en något skev, tunn Keplerskiva  sedd nästan från kanten i en subparsekskala. Den omger ett centralt område med massa 4 × 107 solmassor.
Messier 106 är en av de största och ljusstarkaste närliggande galaxerna, liknande i storlek och ljusstyrka som Andromedagalaxen. Det supermassiva svarta hålet i kärnan har en massa på (3,9 ± 0,1)×107 solmassor. Den har också spelat en viktig roll vid kalibreringen av den kosmiska avståndsstegen. Tidigare kunde Cepheidvariabler från andra galaxer inte användas för att mäta avstånd eftersom de täcker metalliciteter som skiljer sig från Vintergatans. Messier 106 innehåller Cepheidvariabler som liknar både Vintergatans metalliciteter och andra galaxcepheiders. Genom att mäta avstånd till cepheider med metalliciteter som liknar vår galax kan astronomer omkalibrera de andra cepheiderna med olika metalliciteter, ett viktigt grundläggande steg för att förbättra kvantifieringen av avstånd till andra galaxer i universum.

## Galleri
|                                                                              |
| Messier 106 (vänster) med möjlig följeslagargalax NGC 4217 (nere till höger) |

| |
| Sammansatt bild av IR, röntgen, radio och synlig ljusvy (röntgen – blå, optisk – guld, IR – röd, radio – lila) |

| |
| Denna bild visar hela galaxen, med de glödande spiralarmarna, gasen och stoftbanorna i mitten av Messier 106 samt de lätta vridande banden av stjärnor vid galaxens ytterkanter. |

|      |
| M106 |